# Scottish FA Cup 1995/96
Der Scottish FA Cup wurde 1995/96 zum 111. Mal ausgespielt. Der wichtigste schottische Fußball-Pokalwettbewerb der vom Schottischen Fußballverband geleitet wurde, begann im Dezember 1995 und endete mit dem Finale am 18. Mai 1996 im Glasgower Hampden Park. Titelverteidiger Celtic Glasgow, der sich im Vorjahresfinale gegen den Zweitligisten Airdrieonians FC durchsetzen konnte, schied im diesjährigen Halbfinale gegen den späteren Sieger den Glasgow Rangers im Old-Firm-Derby aus. Mit einem 5:1-Kantersieg im Finale über Heart of Midlothian konnten sich die Rangers nach dem letzten Pokalsieg im Jahr 1993 den insgesamt 27. Pokaltitel der Vereinshistorie sichern. Für die Hearts war es die vierte Niederlage in einem Finale infolge nach dem diesjährigen und 1986, 1976 sowie 1968. Der letzte Pokalsieg des Hauptstadtvereins konnte 1956 errungen werden. Durch den Gewinn im Pokal und der Meisterschaft konnten sich die Rangers als Doublesieger für die Champions-League-Saison 1996/97 qualifizieren. Als unterlegener Finalist startete Heart of Midlothian in der Europapokal der Pokalsieger-Saison 1996/97.

## 1. Runde
Ausgetragen wurden die Begegnungen im Dezember 1995.
|                    | Ergebnis |                |
| ------------------ | -------- | -------------- |
| Albion Rovers      | 0:2      | FC Deveronvale |
| Glasgow University | 0:1      | FC Spartans    |
| FC Stenhousemuir   | 2:2      | FC Arbroath    |
| FC Stranraer       | 0:3      | FC Livingston  |

### Wiederholungsspiel
|             | Ergebnis |                  |
| ----------- | -------- | ---------------- |
| FC Arbroath | 0:1      | FC Stenhousemuir |

## 2. Runde
Ausgetragen wurden die Begegnungen am 6. und 7. Januar 1996. Die Wiederholungsspiele fanden zwischen dem 13. und 15. Januar 1996 statt.
|                       | Ergebnis |                  |
| --------------------- | -------- | ---------------- |
| Ayr United            | 0:2      | Ross County      |
| Berwick Rangers       | 3:3      | Annan Athletic   |
| FC Clyde              | 2:2      | Brechin City     |
| FC Deveronvale        | 0:0      | FC Keith         |
| FC East Stirlingshire | 0:1      | FC Stenhousemuir |
| Forfar Athletic       | 3:1      | FC Lossiemouth   |
| Inverness CT          | 3:2      | FC Livingston    |
| FC Montrose           | 2:1      | FC Cowdenbeath   |
| Queen of the South    | 2:4      | FC Queen’s Park  |
| FC Spartans           | 0:0      | FC East Fife     |
| Stirling Albion       | 3:1      | Alloa Athletic   |
| Whitehill Welfare     | 2:2      | FC Fraserburgh   |

### Wiederholungsspiele
|                | Ergebnis |                   |
| -------------- | -------- | ----------------- |
| Annan Athletic | 1:2      | Berwick Rangers   |
| Brechin City   | 1:3      | FC Clyde          |
| FC East Fife   | 2:1      | FC Spartans       |
| FC Fraserburgh | 1:2      | Whitehill Welfare |
| FC Keith       | 2:0      | FC Deveronvale    |

## 3. Runde
Ausgetragen wurden die Begegnungen zwischen dem 27. Januar und 31. Januar 1996. Die Wiederholungsspiele fanden im Februar 1996 statt.
|                      | Ergebnis |                  |
| -------------------- | -------- | ---------------- |
| Berwick Rangers      | 1:2      | Dundee United    |
| FC Clyde             | 3:1      | FC Dundee        |
| FC Clydebank         | 0:1      | Stirling Albion  |
| FC Dumbarton         | 1:3      | Airdrieonians FC |
| Dunfermline Athletic | 3:0      | FC St. Mirren    |
| FC Falkirk           | 0:2      | FC Stenhousemuir |
| Hamilton Academical  | 0:1      | FC St. Johnstone |
| Heart of Midlothian  | 1:0      | Partick Thistle  |
| Hibernian Edinburgh  | 0:2      | FC Kilmarnock    |
| Inverness CT         | 1:1      | FC East Fife     |
| FC Keith             | 01:10    | Glasgow Rangers  |
| Greenock Morton      | 1:1      | FC Montrose      |
| FC Motherwell        | 0:2      | FC Aberdeen      |
| Raith Rovers         | 3:0      | FC Queen’s Park  |
| Ross County          | 0:3      | Forfar Athletic  |
| Whitehill Welfare    | 0:3      | Celtic Glasgow   |

### Wiederholungsspiele
|              | Ergebnis        |                 |
| ------------ | --------------- | --------------- |
| FC East Fife | 1:1 (?:? i. E.) | Inverness CT    |
| FC Montrose  | 3:2             | Greenock Morton |

## Achtelfinale
Ausgetragen wurden die Begegnungen im Februar 1996.
|                  | Ergebnis |                      |
| ---------------- | -------- | -------------------- |
| Airdrieonians FC | 2:2      | Forfar Athletic      |
| Celtic Glasgow   | 2:0      | Raith Rovers         |
| FC Clyde         | 1:4      | Glasgow Rangers      |
| Dundee United    | 1:0      | Dunfermline Athletic |
| FC Kilmarnock    | 1:2      | Heart of Midlothian  |
| FC Stenhousemuir | 0:1      | Inverness CT         |
| Stirling Albion  | 0:2      | FC Aberdeen          |
| FC St. Johnstone | 3:0      | FC Montrose          |

### Wiederholungsspiel
|                 | Ergebnis        |                  |
| --------------- | --------------- | ---------------- |
| Forfar Athletic | ?:? (2:4 i. E.) | Airdrieonians FC |

## Viertelfinale
Ausgetragen wurden die Begegnungen zwischen dem am 7. und 10. März 1996.
|                  | Ergebnis |                     |
| ---------------- | -------- | ------------------- |
| FC Aberdeen      | 2:1      | Airdrieonians FC    |
| Celtic Glasgow   | 2:1      | Dundee United       |
| Inverness CT     | 0:3      | Glasgow Rangers     |
| FC St. Johnstone | 1:2      | Heart of Midlothian |

## Halbfinale
Ausgetragen wurden die Begegnungen im April 1996.
|                | Ergebnis |                     |
| -------------- | -------- | ------------------- |
| FC Aberdeen    | 1:2      | Heart of Midlothian |
| Celtic Glasgow | 1:2      | Glasgow Rangers     |

## Finale
| Glasgow Rangers                                                             | Glasgow Rangers | Heart of Midlothian | Heart of Midlothian |
| --------------------------------------------------------------------------- | --- | --- | ------------------- |
| Glasgow Rangers                                                             | \| Finale \| \| Samstag, 18. Mai 1996 um 15:00 Uhr (Ortszeit WEZ) in Glasgow (Hampden Park) \| \| Ergebnis: 5:1 (1:0) \| \| Zuschauer: 37.730 \| \| Schiedsrichter: Hugh Dallas \| \| Spielbericht \|       | \| Finale \| \| Samstag, 18. Mai 1996 um 15:00 Uhr (Ortszeit WEZ) in Glasgow (Hampden Park) \| \| Ergebnis: 5:1 (1:0) \| \| Zuschauer: 37.730 \| \| Schiedsrichter: Hugh Dallas \| \| Spielbericht \|                                  | Heart of Midlothian |
| Glasgow Rangers                                                             | Andy Goram – Alec Cleland, David Robertson, Richard Gough, Alan McLaren – John Brown, Paul Gascoigne, Ian Ferguson (88. Ian Durrant), Stuart McCall – Gordon Durie, Brian Laudrup Cheftrainer: Walter Smith | Gilles Rousset – Dave McPherson, Allan McManus, Pasquale Bruno (58. John Robertson), Paul Ritchie, Neil Pointon – Gary Locke (8. Alan Lawrence), Gary Mackay, Steve Fulton – Allan Johnston, John Colquhoun Cheftrainer: Jim Jefferies | Heart of Midlothian |
| Glasgow Rangers                                                             | 1:0 Brian Laudrup (37.) 2:0 Brian Laudrup (49.) 3:0 Gordon Durie (66.) 4:1 Gordon Durie (79.) 5:1 Gordon Durie (85.)                                                                                        | 3:1 John Colquhoun (76.) | Heart of Midlothian |
| Finale                                                                      | | |                     |
| Samstag, 18. Mai 1996 um 15:00 Uhr (Ortszeit WEZ) in Glasgow (Hampden Park) | | |                     |
| Ergebnis: 5:1 (1:0)                                                         | | |                     |
| Zuschauer: 37.730                                                           | | |                     |
| Schiedsrichter: Hugh Dallas                                                 | | |                     |
| Spielbericht                                                                | | |                     |